# Weidenblatt-Sonnenröschen
Das Weidenblatt-Sonnenröschen (Helianthemum salicifolium), auch Weidenblättriges Sonnenröschen genannt, ist eine Pflanzenart aus der Gattung Sonnenröschen (Helianthemum) innerhalb der Familie der Zistrosengewächse (Cistaceae).

## Beschreibung

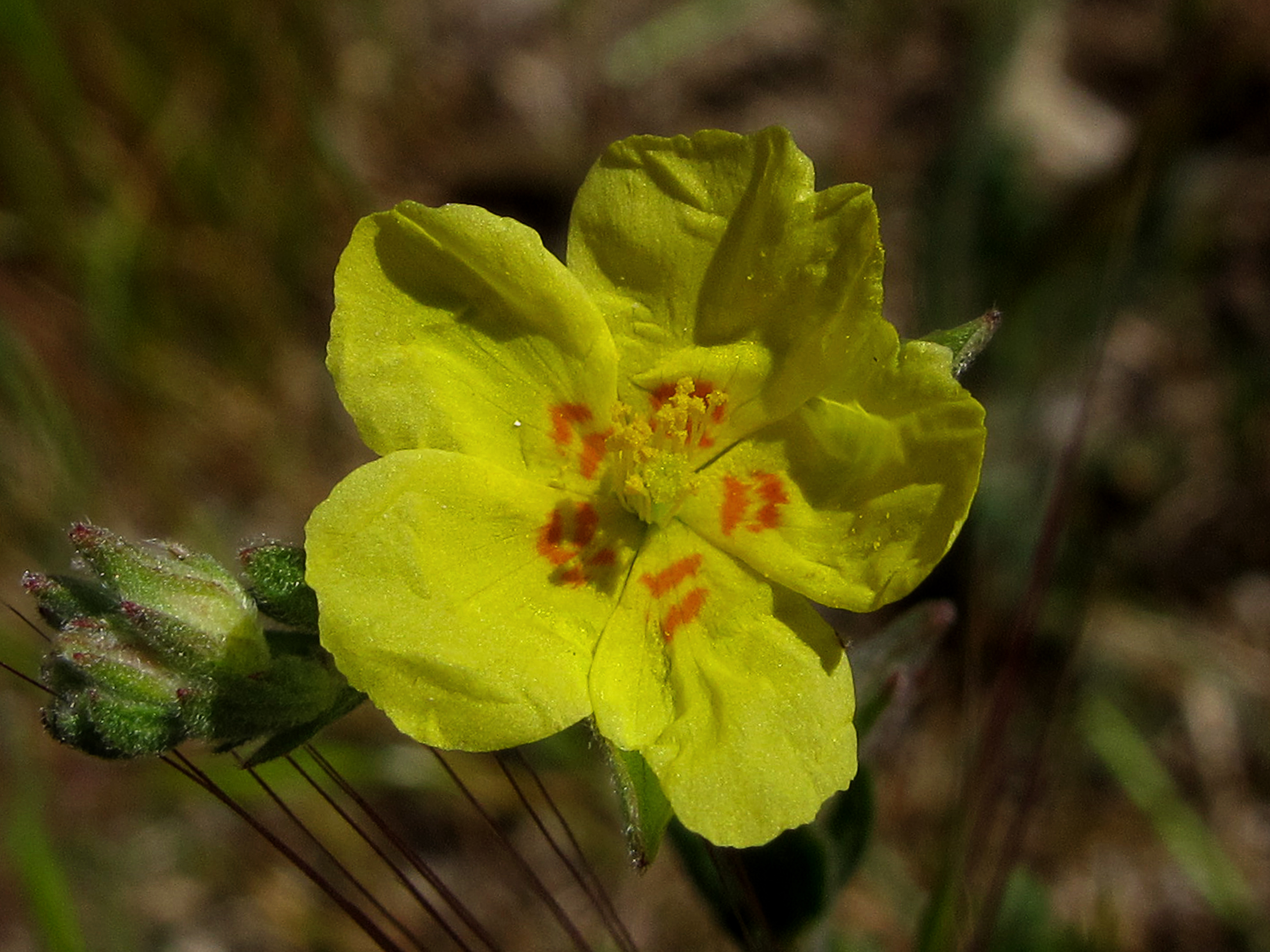
Fünfzählige Blüte im Detail

### Vegetative Merkmale
Das Weidenblatt-Sonnenröschen ist eine einjährige krautige Pflanze, die Wuchshöhen von meist 5 bis 15 (2 bis zu 25 oder 30) Zentimetern erreicht. Die niederliegenden bis aufrechten, an der Basis häufig verzweigten, beispielsweise borstig behaarten Stängel verholzen kaum oder nicht. Die oberirdischen Pflanzenteile sind beispielsweise mit Sternhaaren locker filzig behaart (Indument).
Die Laubblätter sind gegenständig, nur die Tragblätter im Bereich des Blütenstands sind wechselständig. Die unteren Laubblätter sind kurz gestielt. Die grüne, einfache Blattspreite ist bei einer Länge von meist 5 bis 25, selten bis zu 32 Millimetern sowie einer Breite von selten 1,5 bis, meist 2,5 bis 10 Millimetern elliptisch, eilanzettlich bis verkehrt-eilanzettlich oder selten fast kreisförmig mit stumpfem oberen Ende. Die Blattspreite ist weich behaart (Trichome) und am Rand etwas zurückgerollt. Jedes Blatt besitzt zwei freie, lanzettlich-linealische Nebenblätter, die ein Viertel bis halb so lang wie das zugehörige Laubblatt und viel länger als der Blattstiel sind.

### Generative Merkmale
Die Blütezeit reicht im Mittelmeerraum von März bis Juni, in der Schweiz von April bis Mai, auf der Iberischen Halbinsel von Januar bis Juli. In einem Blütenstand sind 5 bis 25 Blüten sehr locker angeordnet. Die dünnen, behaarten Blütenstiele sind waagerecht abstehend und am oberen Ende aufgerichtet und viel länger als der Blütenkelch.
Die zwittrigen Blüten sind radiärsymmetrisch und fünfzählig mit doppelter Blütenhülle. Es gibt zwei stark ungleichen Kreise von Kelchblättern, sie sind behaart und die inneren, größeren, gekielten, sind etwa gleich lang wie die Kronblätter (bei anderen Arten sind sie deutlich kürzer als diese). Die fünf gelben Kronblätter sind bei einer Länge von meist 5 bis 10, (2 bis zu 12) Millimetern lanzettlich-elliptisch oder fehlen. Die nur 10 bis 20, alle fertilen Staubblätter sind ungefähr halb so lang wie die inneren Kelchblätter. Der Griffel ist gerade (im Unterschied zu den anderen Helianthemum-Arten) und säulenförmig.
Unter der Frucht ist der bleibende, ausladende, vergrößerte Kelch vorhanden. Die Kapselfrucht ist viel kürzer als der Kelch. Die relativ kleine und kahle Kapselfrucht ist bei einer Länge von 3,5 bis 7, selten bis zu 8 Millimetern eiförmig bis kugelig, öffnet sich dreiklappig und enthält mehrere Samen. Die relativ kleinen Samen sind bei einer Länge von meist 0,8 bis 1 (0,6 bis 1,2) Millimetern eiförmig und mit weiß gefärbten papillösen Warzen besetzt.
Die Chromosomenzahl beträgt 2n = 20.

## Ökologie
Das Weidenblättrige Sonnenröschen entwickelt Kapselfrüchte von zweierlei Größe. Die kleinen Kapselfrüchte sind etwa halb so groß wie die großen. Beide Formen treten aber nicht an ein und demselben Exemplar auf. Kleistogamie ist aber auch nicht der Grund für die verschiedene Größe. Es gibt aber kleistogame Blüten, dies wurde schon von Carl von Linné 1756 beobachtet.

## Vorkommen
Das Weidenblatt-Sonnenröschen ist ein mediterranes Florenelement. Es kommt auf den Kanarischen Inseln, in Nordafrika, in Süd- bis Mitteleuropa, in Südosteuropa und in Vorderasien vor. Es gibt Fundortangaben für Gran Canaria, Marokko, Tunesien, Mallorca, Gibraltar, Spanien, Portugal, Andorra, Frankreich, Monaco, Korsika, Ibiza, Italien, Sardinien, Sizilien, Malta, die Schweiz, Serbien, Kosovo, Bosnien und Herzegowina, Kroatien, Bulgarien, Albanien, Montenegro, Rumänien, Nordmazedonien, Griechenland, Armenien, Kreta, Karpathos, Zypern, griechische Inseln der östlichen Ägäis, die Türkei, Syrien, Ägypten, die Sinai-Halbinsel, Israel, Palästina, Jordanien, Libanon, Libyen, Georgien, Abchasien, Adscharien, Aserbaidschan, Nachitschewan, Nordkaukasus, die Ukraine und die Krim.
Das Weidenblatt-Sonnenröschen gedeiht in Grasfluren, in der Garigue bis hin zur Halbwüste. Es kommt auf der Iberischen Halbinsel in Höhenlagen von 0 bis 1650 Metern vor. Im Mittelmeerraum steigt Helianthemum salicifolium bis in Höhenlagen von 1700 Metern auf. Im Wallis kommt das Weidenblatt-Sonnenröschen bis in Höhenlagen von 820 Metern vor.
In Mitteleuropa kommt das Weidenblatt-Sonnenröschen im Schweizer Kanton Wallis vor. Im Wallis gedeiht es in Trockenrasen und Felsensteppen besonders in der Wärmeliebenden Silikatfels-Pionierflur (Sedo-Veronicion).
Die ökologischen Zeigerwerte nach Landolt et al. 2010 sind in der Schweiz: Feuchtezahl F = 1 (sehr trocken), Lichtzahl L = 4 (hell), Reaktionszahl R = 3 (schwach sauer bis neutral), Temperaturzahl T = 4+ (warm-kollin), Nährstoffzahl N = 2 (nährstoffarm), Kontinentalitätszahl K = 4 (subkontinental).

## Taxonomie
Die Erstveröffentlichung erfolgte 1753 unter dem Namen (Basionym) Cistus salicifolius durch Carl von Linné in Species Plantarum, Tomus I, Seite 527. Die Neukombination zu Helianthemum salicifolium (L.) Mill. wurde 1768 durch Philip Miller in The Gardeners Dictionary, 8. Auflage, Volume 2: Helianthemum Nr. 21 veröffentlicht. Synonyme für Helianthemum salicifolium (L.) Mill. sind: Helianthemum intermedium Pers., Helianthemum salicifolium subsp. intermedium (Pers.) Maire Aphananthemum salicifolium (L.) Fourr.